# Kirchzell
Kirchzell – gmina targowa w Niemczech, w kraju związkowym Bawaria, w rejencji Dolna Frankonia, w regionie Bayerischer Untermain, w powiecie Miltenberg. Leży w Odenwaldzie, około 10 km na południowy zachód od Miltenberga.

## Dzielnice
W skład gminy wchodzą następujące dzielnice: 
- Breitenbach
- Breitenbuch
- Buch
- Kirchzell
- Ottorfszell
- Preunschen
- Watterbach

## Zabytki i atrakcje
- Muzeum Lasu (Waldmuseum)
- pozostałości po limes
- ruiny zamku Wildenberg.